# 崖山古迹
崖山古迹，位于中国广东省东莞市东莞市谢岗镇崖山，为东莞市的一个市、县级文物保护单位，类型为石窟寺及石刻，公布时间为1993年6月22日。
崖山古迹的历史年代为清代。